# 越南美术馆

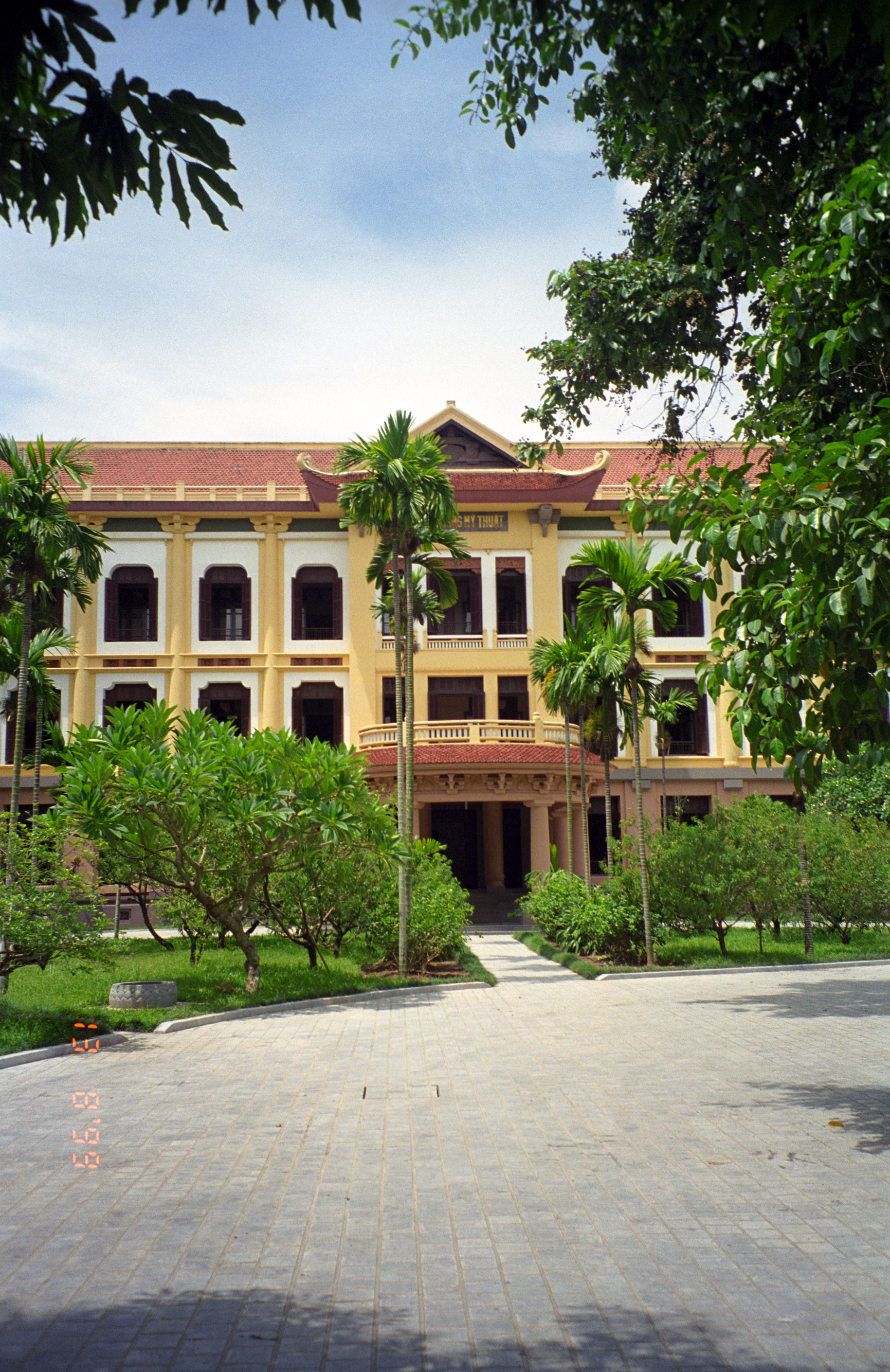
越南美术馆

越南美术馆（越南语：／）位于越南首都河内，展示越南各个历史时期的美术作品，是越南最大的美术馆，其次是胡志明市美术馆。

## 历史
馆址阮太学街66号，于1963年由画家阮杜恭（Nguyễn Đỗ Cung）选定。该建筑建于1937年，是一个废弃的天主教女子招待所。隔壁65号是一个艺术家居住区。